# Stora Tensta

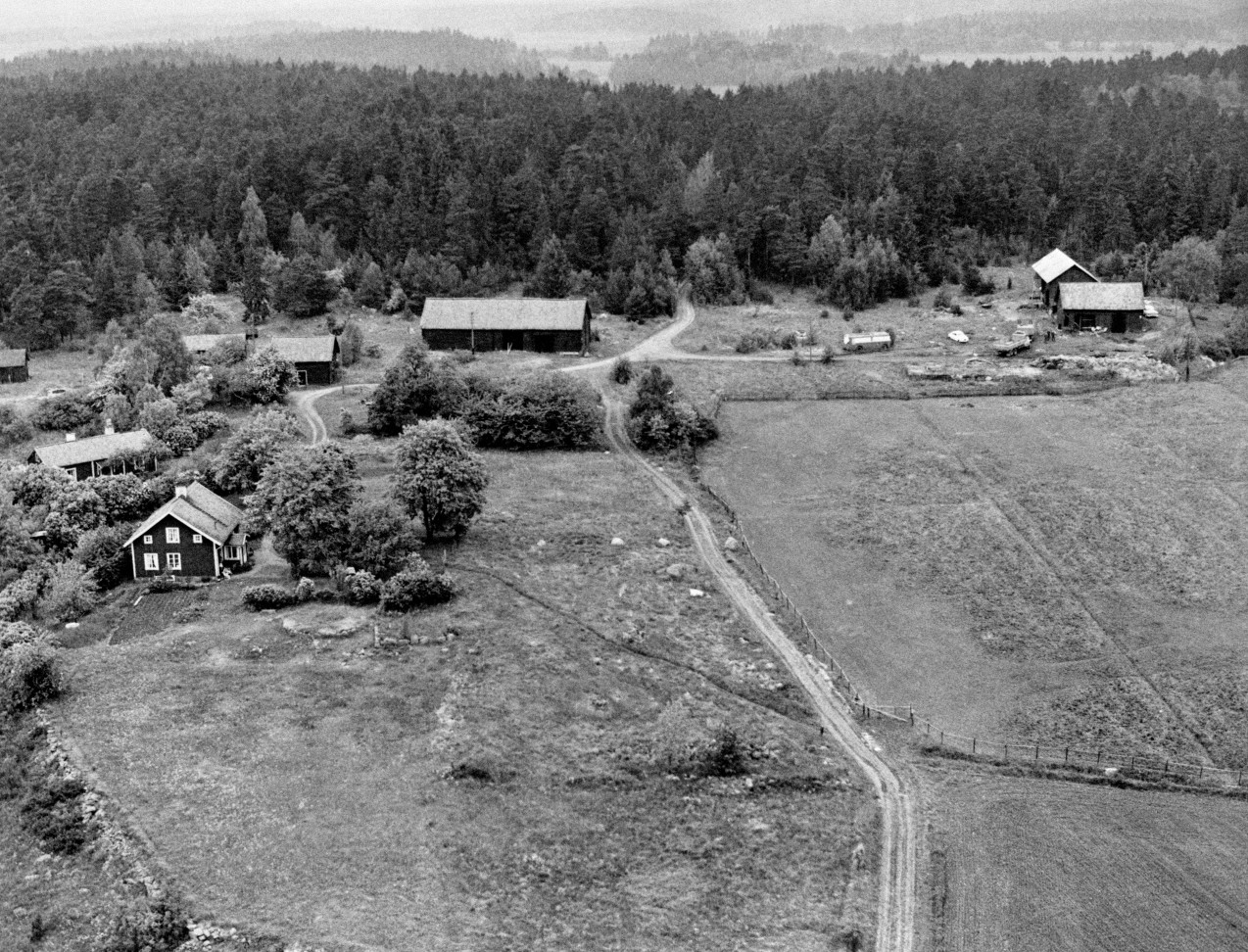
Stora Tenstas gårdar på 1950-talet.

Stora Tensta var en bondgård belägen i nuvarande stadsdelen Tensta i nordvästra Stockholm. Gården, som gav förorten Tensta och kvarteret Stora Tensta sina namn, har rötter tillbaka till forntiden och revs 1967.

## Historik

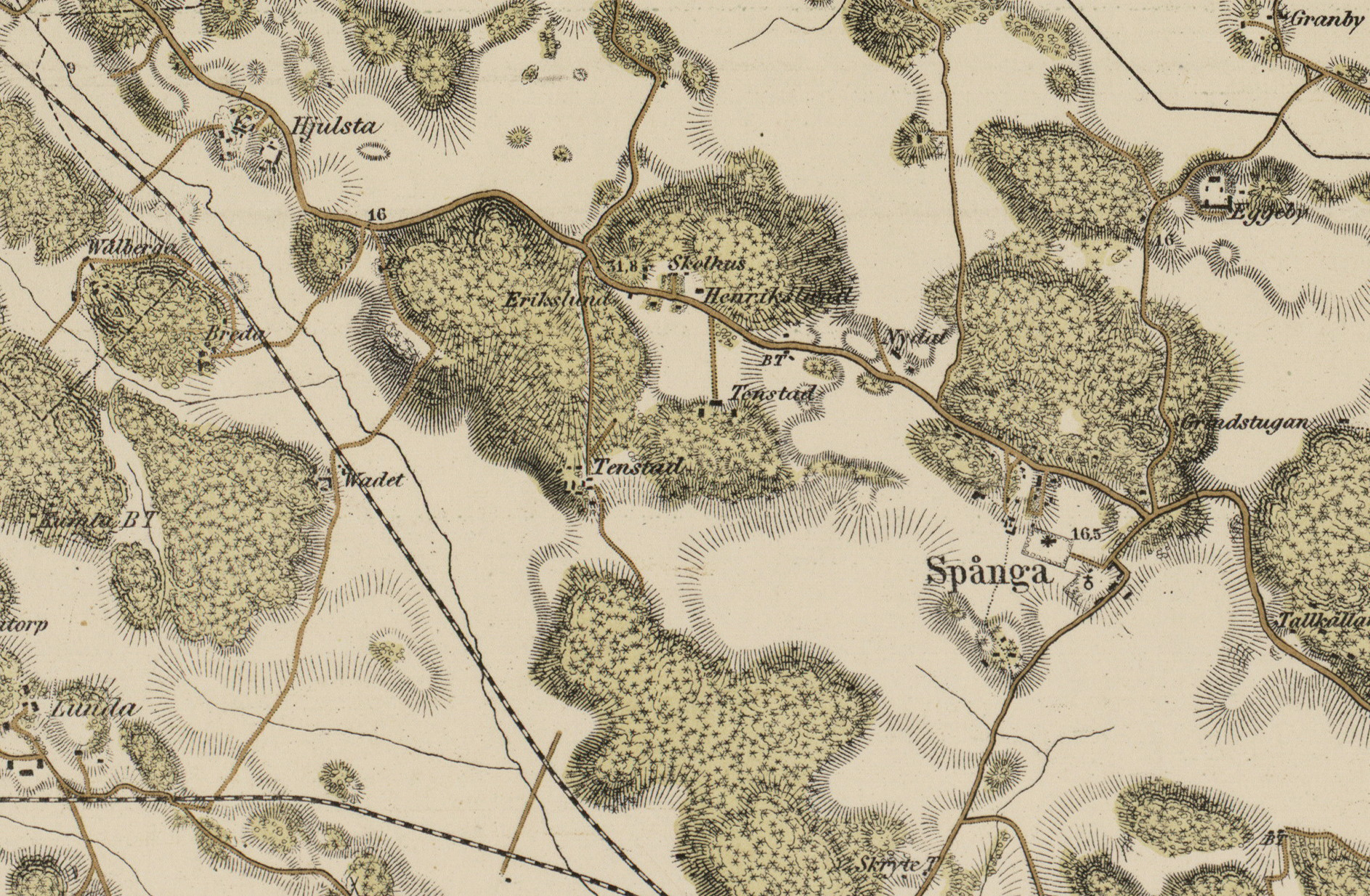
Spånga, Tenstad, Breda och Hjulsta, Topografiska corpsens karta 1861.

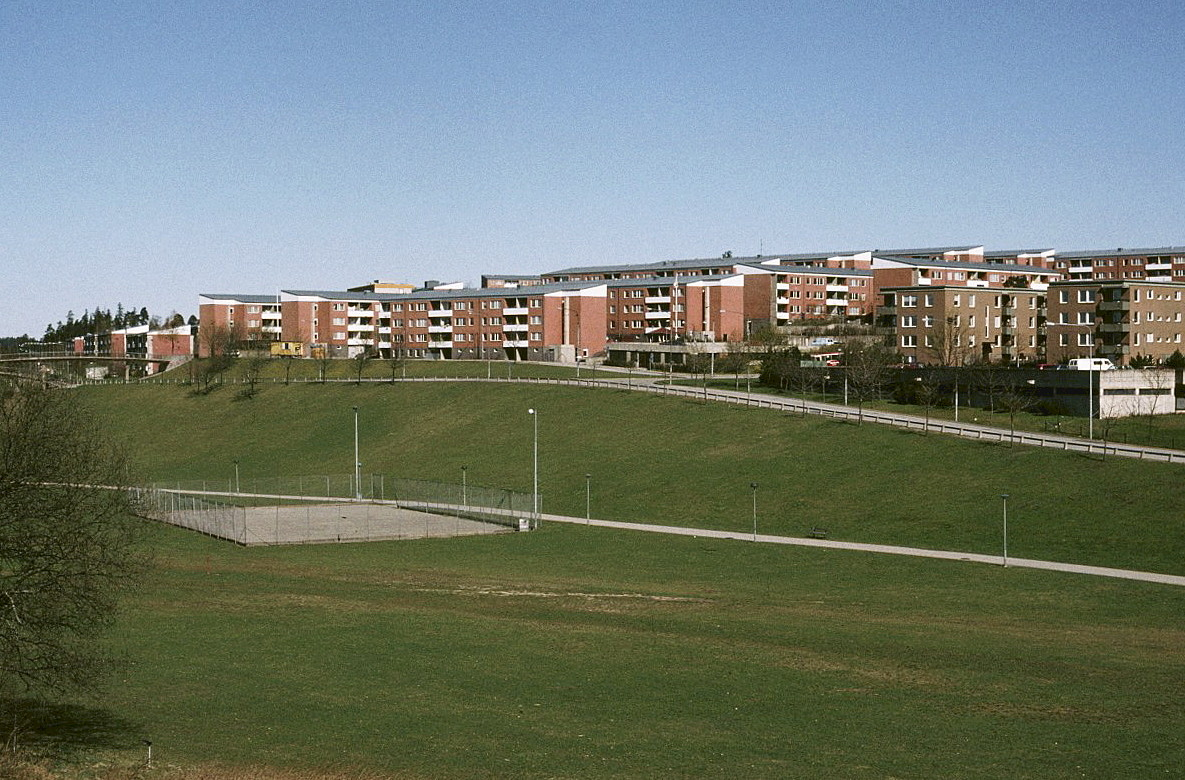
Området för Stora Tenstas ägor, 1991.

Före 1960-talet var området för dagens Tensta ett ålderdomligt kulturlandskap med åkrar, skogspartier, gårdar och torp, bland dem Stora Tensta vars byggnader låg på nuvarande kvarteret Stora Tensta vid Stora Tenstagränd. Det äldsta skriftliga omnämnandet av Tensta är från 1538. Namnet antas härstamma från orden tena (en sorts fiskeredskap) och sta (inhägnat område).
I trakten har bott människor sedan folkvandringstiden. Innan det nya Tensta byggdes på 1960-talet utfördes här arkeologiska undersökningar. Man fann bland annat tre forntida gravfält med tillsammans omkring 125 gravar, de yngsta från senare delen av vikingatiden. I en av gravarna låg skelettet efter personen som hade begravts, och silvermynt från England. 
Under 1600-talet så försökte skotten Jacob Robertson (kallad Robertson von Struan) att göra Tensta till säteri. Robertson var kung Gustav II Adolfs livläkare och hade fått Tensta, och även Rinkeby, i kunglig donation. Robertson ligger själv begraven i Spånga kyrka, där även hans begravningsvapen hänger.    
I slutet av 1800-talet ägdes gårdarna Stora och Breda Tensta av bonden Carl Johan Blomberg som hans far, Jan Petter Blomberg, hade köpt 1840. Från 1850-talet brukades gården av hans äldsta barn, Carl Johan, som från och med 1878 förde dagbok om allt som hände på gårdarna fram till november 1884. Han beskrev allt från rådande väderlek till döttrarnas bröllop. Så kan man bland annat läsa för den 13 september 1881: "Regna hela dagen. Det största vattenflöde som någonsin varit under denna årstid så att halva Storängen stod under vatten", och "ett par dagar senare föll så mycket snö med storm så att Stora Landsvägen vart ofarbar". Den  26 april var det "en varm och klar dag med blåst så att snön smälte igen och vattnet kom med så stor fart att det steg över vägarna vid Breda också". Carl Johan Blombergs dagbok är ett unikt dokument över en bondefamiljs vardag under 1800-talets andra hälft. En sammanfattning kan läsas på Stockholmskällan.
Med Stora Landsvägen avsågs dagens Enköpingsvägen (E18), som redan på medeltiden en av de viktiga färdvägarna från Stockholm och norrut. Här låg även skolan innan undervisningen flyttades 1873 till kyrkskolan vid Spånga kyrka. I slutet av 1880-talet såldes Breda gård och därefter brukades Hjulsta gård och Stora Tensta tillsammans. En av granngårdarna var Lilla Tensta, som låg cirka 300 meter nordost om Stora Tenstas mangårdsbyggnad. På platsen står sedan 1984 Tensta gymnasium.
Den sista mangården i Stora Tensta uppfördes på 1890-talet. Efter Carl Johan Blombergs död 1897 bodde dottern Sofia gift med Reinhold Wallin där. Närmaste grannar var Carl Johans syskon, bland dem Vilhelm Blomberg med sin stora familj. Bodelningen efter Carl Johan Blomberg dröjde till 1916. Stora Tensta var bebodd ända fram till 1966.

## Området idag
År 1967 revs samtliga hus och på platsen uppfördes 1969 några av miljonprogrammets loftgångshus i kvarteret som fick namnet Stora Tensta. Byggherre, byggmästare och arkitekt var Svenska Bostäder där deras chefsarkitekt, Gunnar Andersson, stod för utformningen. Kvarteret såldes 2008 till fastighetsbolaget Einar Mattsson. Kvartersnamnet och gatan Stora Tenstagränd påminner än idag om gården Stora Tensta. Hjulstas och Bredas tomter finns fortfarande kvar, men alla byggnader är rivna. I dalgången mellan gårdarna ligger sedan 1973 Hjulsta koloniträdgård.

## Historiska bilder

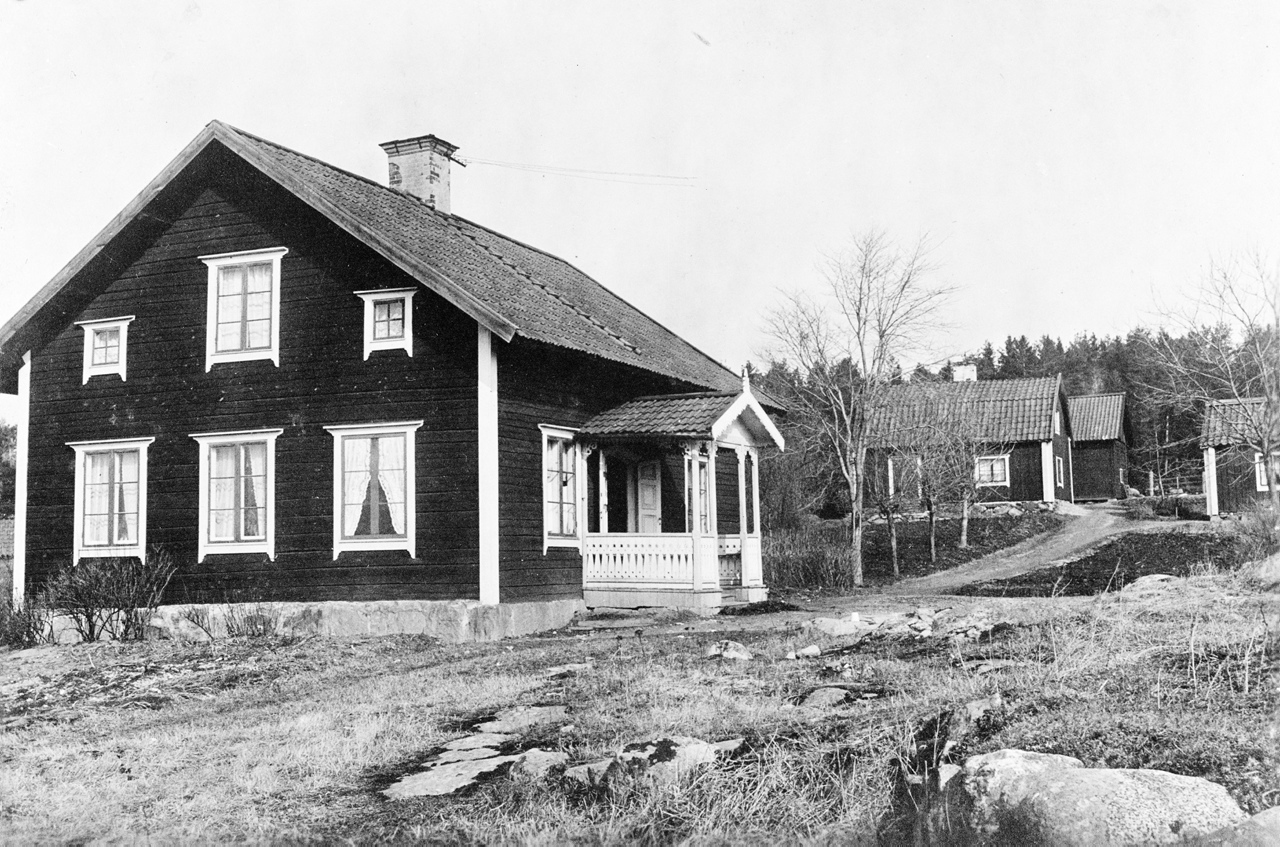
Huvudbyggnaden, ca 1920.
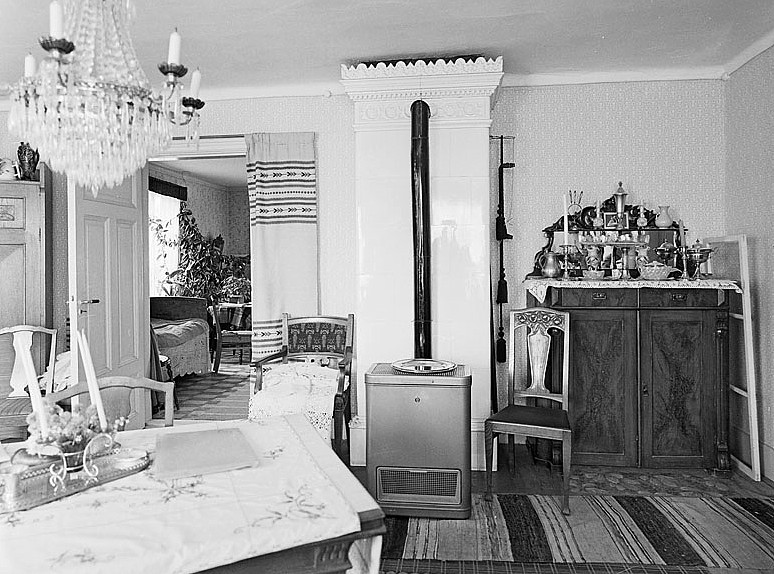
Stora Tensta gårds interiör, 1966.
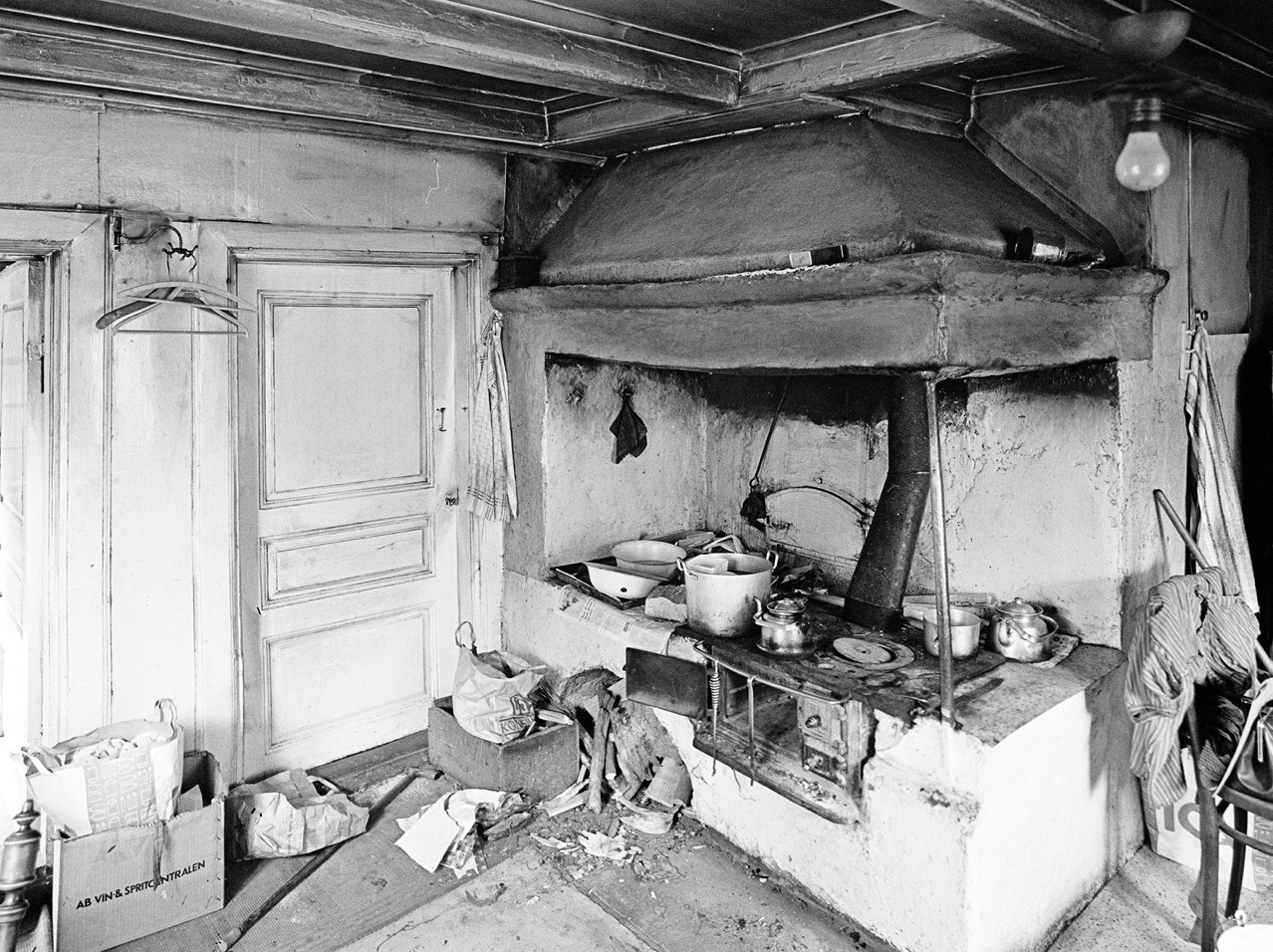
Köket i parstugan, 1966.
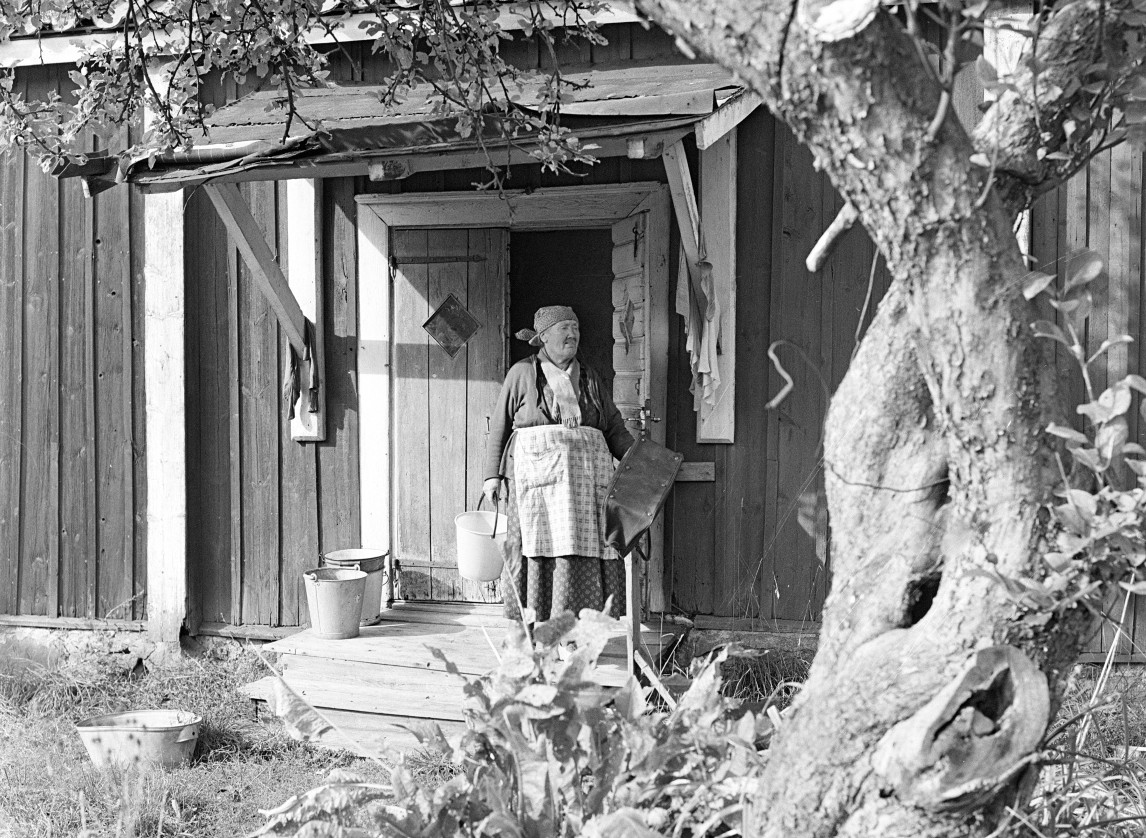
Stora Tensta och den sista hyresgästen, 1966.
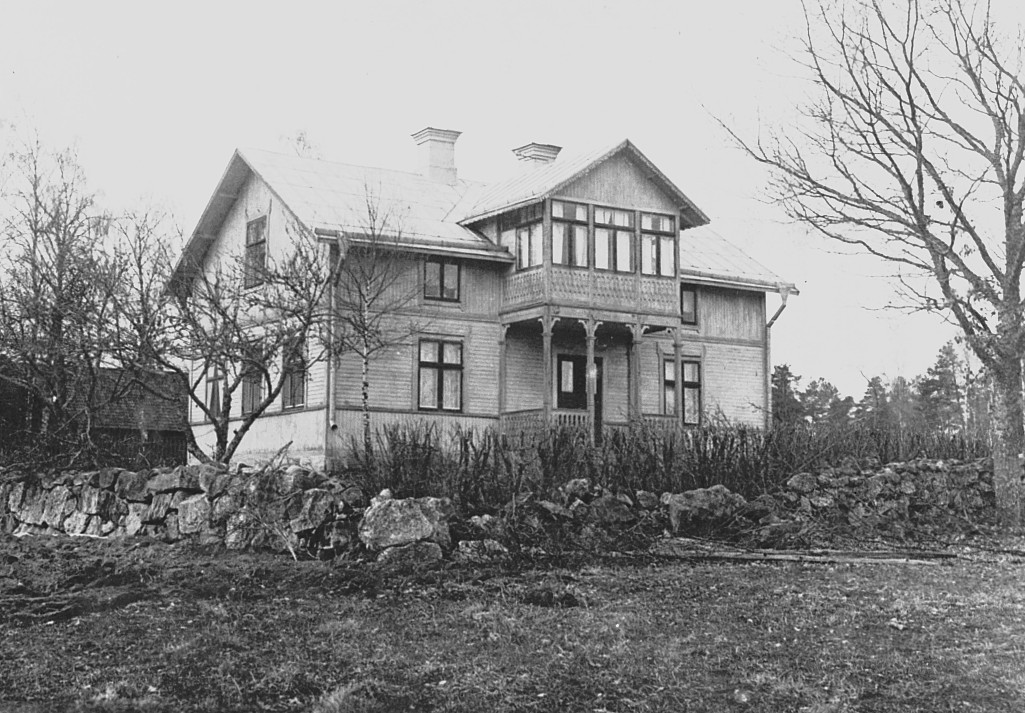
Lilla Tensta på 1920-talet.

## Granngårdar (urval)
- Hjulsta gård, revs 1966.
- Rinkeby gård, revs på 1960-talet.
- Eggeby gård, finns kvar.
- Granby gård, finns kvar.
- Hästa gård, finns kvar.